# Latrun
Latrun (in arabo ﺍﻟﻠﻄﺮﻭﻥ‎?, al-Laṭrūn, ebraico לטרון) è un centro urbano collinare di grande importanza strategica, dal momento che si erge sulla valle di Ayalon e che domina la strada che conduce a Gerusalemme.
È situata a 25 chilometri ad ovest di Gerusalemme ed a 14 chilometri a SE di Ramla.

## Etimologia
Vi sono due teorie a confronto circa la sua etimologia: la prima ipotizza che il toponimo sia una corruzione della frase Le toron des chevaliers (il castello dei Cavalieri Templari), avendo ospitato la roccaforte crociata nell'area; l'altra ipotesi si riferisce invece al "buon ladrone" che fu crocifisso accanto a Gesù e di cui parla il vangelo di Luca (23:40-43).

## Storia

### Crociate
Poco rimane del castello, che i Templari occuparono fino al 1187. 
La torre principale è stata in un secondo tempo circondata da una struttura rettangolare con stanze a volta; questa a sua volta è stata chiusa in una corte esterna, di cui sopravvive una torre.